# 1283 Komsomolia
1283 Komsomolia (1925 SC) là một tiểu hành tinh vành đai chính được phát hiện ngày 25 tháng 9 năm 1925 bởi V. Albitzkij ở Simeis.
Nó được đặt theo tên Komsomol, Đoàn thanh niên Cộng sản Lenin (CPSU).